# Michel Van Praët
Pour les articles homonymes, voir Van Praet.
Michel Van Praët, né le 20 avril 1949 à Neuilly-sur-Seine (Hauts-de-Seine), est un muséologue français, professeur émérite du Muséum national d'histoire naturelle.
Il débute en 1974 comme enseignant-chercheur en biologie marine au Muséum national d’histoire naturelle, avant de se tourner vers la muséologie. Il est, entre autres, membre des équipes chargées de transformer la « galerie de Zoologie » (ouverte en 1889 mais fermée en 1966) en « grande galerie de l'Évolution » (1988-1995) et de rénover le musée de l'Homme (2010-2012), assurant aussi le commissariat de plusieurs expositions temporaires (1979-2008). C’est l’un des fondateurs, directeurs et enseignants du DEA « Muséologie : sciences et sociétés », devenu master.
Président du comité français (1999-2004) du Conseil international des musées, membre du Conseil exécutif (2004-2010) et membre de la Commission internationale de déontologie (2000-2010) de cet organisme, il est co-rédacteur de deux versions du code de déontologie pour les musées. Développant alors une expertise sur le statut des restes humains au sein des collections et leur exposition, il est, à ce titre, entendu par le Sénat, en 2008-2009, travaillant alors sur la proposition de loi pour la restitution des têtes maoris. Nommé, par le Ministère de la Culture, au Comité consultatif national d'éthique en 2012 (mandat renouvelé en 2016) il est, en 2013, nommé à la Commission scientifique nationale des collections où il préside le groupe de travail « restes humains ».

## Biographie

### Au Muséum national d'histoire naturelle
C’est en 1974 que Michel Van Praët passe son doctorat en cytologie à l’Université Pierre et Marie Curie (Paris VI). Il entre comme assistant au Muséum national d'histoire naturelle où il poursuit des recherches sur la biologie des anémones de mer et utilise ces organismes comme modèles dans des programmes interdisciplinaires d’étude des milieux océanographiques profonds, ce qui l’amène à participer aux premières explorations en submersible des sources hydrothermales océaniques et soutient sa thèse ès sciences en 1982.
De 1974 à 1989, Van Praët assure la fonction d’enseignant-chercheur au laboratoire de Biologie des Invertébrés marins et Malacologie du Muséum national d'histoire naturelle, auprès de Claude Lévi. À la demande de Philippe Taquet alors directeur du Muséum, Van Praët contribue à transformer le service pédagogique qu’avait dirigé François Lapoix en service d’Action pédagogique et culturelle : il en assure la direction jusqu’en 1988. À ce titre, avec son équipe, il crée à partir de 1986 de nouveaux « Guides pédagogiques » formant une collection homogène.

#### Mise en place de la grande galerie de l'Évolution
En 1986, il intègre le groupe de travail constitué pour rénover la galerie de Zoologie du Muséum. En 1986, il rédige le « Synopsis de la galerie de l'Évolution ». De 1988 à 1994 (année de l'inauguration de la grande galerie de l'Évolution), Michel Van Praët participe à la « Cellule de préfiguration de la galerie de l'Évolution » créée par Philippe Taquet pour en établir le contenu et le programme muséographique.
Le Muséum national d'histoire naturelle prend une position complémentaire de celles du Palais de la Découverte et de la Cité des sciences et de l'industrie, axées sur l’interactivité : au Muséum, les collections sont des moyens d’étonnement, d’enchantement et de surprise, l’outil informatique intervenant à titre d’auxiliaire pour leur interprétation. Pour adapter l’espace d’exposition et les contenus à tous les publics, Van Praët pratique l’éthologie humaine, en étudiant le comportement des visiteurs au moyen de caméras, afin d’en apprendre davantage sur les conceptions et représentations que les visiteurs ont des thèmes de l’évolution. À partir de là, il met en place un projet international d’enquêtes et d’entretiens associant le laboratoire de communication de l’Université du Québec à Montréal et une équipe de sociologues de l’éducation rattachés au Centre national de la recherche scientifique, dirigée par Jacqueline Eidelman. Trois éléments sont alors pris en compte : les idées scientifiques, les collections, les représentations des visiteurs. Selon ce canevas, une exposition temporaire de préfiguration, intitulée « On a marché sur la terre : les sorties des eaux », est mise en place au Jardin des plantes de mai 1991 à février 1992.

#### Les galeries d'Anatomie comparée et de Paléontologie
Dans le prolongement de cette opération de rénovation muséographique, Michel Van Praët assure la coordination muséologique pour la rénovation des galeries de Paléontologie et d'Anatomie comparée de 1996 à 2002. L’étude des collections, des pratiques de visite du public et de l’histoire de ces deux galeries a permis d’établir, dès 1997, un programme de rénovation dont la première phase est achevée en décembre 1998 avec l’ouverture de l’exposition « Ossements », qui préfigure l’avenir des galeries.

#### Direction des galeries du Muséum
Entre 2002 et 2007, Van Praët est nommé directeur du Département des galeries, créé dans le cadre des nouveaux statuts du Muséum national d'histoire naturelle. Parmi ses fonctions, la structuration du nouveau département, la réorganisation de ses services et la mise en place d’une équipe de recherche en conservation. Par ailleurs, il assure le commissariat général des expositions temporaires organisées par le département, dont « Mammouth » en 2004 et « Dragons » en 2006.

#### Rénovation du musée de l'Homme
De 2010 à 2012, Michel Van Praët dirige l’équipe de rénovation du musée de l'Homme,.

### Ministère de la Culture et de la Communication
En qualité de conservateur du patrimoine, Michel Van Praët rejoint l’Inspection générale des musées de France de 2007 à 2009, puis l’Inspection des patrimoines en 2010. Il est alors responsable des musées et collections d’histoire naturelle, du suivi de la région Rhône-Alpes et de la coordination de l’accord intergouvernemental Canada-France pour les musées.
Il participe à la rédaction de la circulaire sur le matériel d’étude, qui a pour vocation d’aider à l’interprétation des deux notions mentionnées dans le Code du patrimoine : celle de « collection » et celle d’« entrée des biens » dans les collections des musées de France.

### Éthique et musée
Entre 2000 et 2010, il est membre de la Commission internationale de déontologie de l’ICOM (International Council of Museums ou Conseil international des musées), où il participe à la rédaction du code de déontologie de l’ICOM, pour ses versions publiées en 2002 et 2006.
En 2008-2009, il est entendu par le Sénat, dans le cadre de la proposition de loi pour la restitution des têtes maoris.
Professeur émérite au Muséum national d'histoire naturelle en 2012, Michel Van Praët est désigné par le ministère de la culture au Comité consultatif national d'éthique (CCNE). En 2016, son mandat est renouvelé. Il participe à l'animation du groupe « Éthique et biodiversité » du CCNE mais s'implique également dans les autres les thématiques du Comité. Ainsi, il fait partie des 8 membres (sur 39) à avoir exprimé, en 2013, une opinion favorable à l’euthanasie librement consentie et l’assistance au suicide en fin de vie,.
En 2013, au titre des personnes-ressources, il rejoint la Commission scientifique nationale des collections du ministère de la Culture et de la communication, où il coordonne les réflexions sur le statut, la valorisation et l’exposition des restes humains au sein des collections publiques, et la politique de retour de ces restes aux peuples indigènes concernés : parmi lesquels la Vénus hottentote, les têtes maori, et le chef kanak Ataï.

## Activités d'enseignement et de formation professionnelle
Tout au long de sa carrière, Michel Van Praët assure des activités d’enseignement et de formation professionnelle en France et à l’étranger. En tant que professeur, il est directeur de près de 50 thèses et mémoires.

### Enseignement en muséologie
Entre 1993 et 1995, Michel Van Praët crée et co-dirige avec Jean Davallon le premier diplôme français de 3e cycle de muséologie : le Diplôme d’études approfondies (DEA, correspondant aux actuels « masters 1 et 2 ») « Publics, Expositions, Musées », créé entre l’Université Jean Monnet Saint-Étienne, le Conservatoire national des arts et métiers et le Muséum national d'histoire naturelle. En 1995, Van Praët participe à la création, au seul Muséum national d'histoire naturelle, du DEA de « Muséologie : sciences et sociétés ». C’est le seul DEA en établissement muséal, combinant enseignement et recherche. Il en assure la direction de 1999 à 2004, puis la responsabilité de deux unités d’enseignement entre 2004 et 2014, portant sur l’analyse des pratiques des visiteurs et l’histoire des musées et des expositions scientifiques.

### Formation professionnelle
En France, il intervint entre autres à l’Institut national du patrimoine (INP), au Centre national de la fonction publique territoriale (CNFPT) et à l’Office de coopération et d’information muséales (OCIM), sur divers aspects de la législation des musées, de la conservation des collections et de la conception des expositions.
Il contribue également à la mise en place de deux préparations universitaires aux concours du patrimoine : 
- préparation au concours de conservateur du patrimoine spécialité Patrimoine Scientifique, Technique et Naturel (PSTN) entre le Muséum national d'histoire naturelle et le Conservatoire national des arts et métiers (CNAM).
- aide à la conception et la mise en place par l'Université Sorbonne Nouvelle - Paris 3 d’une préparation aux concours d’attaché et assistant du patrimoine.

À l’étranger, il intervint ponctuellement en qualité de professeur invité lors de séminaires portant sur l’action éducative dans les musées et l’évaluation des expositions :
- International Summer School of Museology / Unesco (1989-2000)
- Université Senghor d’Alexandrie / Conseil de la Francophonie (1997-2002)
- Tainan National University of Arts à Taiwan (1997-2006)

## Responsabilités éditoriales
Michel Van Praët crée et dirige la collection « Muséologies » chez L'Harmattan en 2006.

## Distinctions
Son travail d’enseignant-chercheur fut récompensé par diverses distinctions :
- en 1989, il est nommé chevalier de l'ordre des Palmes académiques, avant d’être promu officier en 1995.
- en 2004, il se voit attribuer le prix Diderot-Curien[note 1].
- en 2015, il est chevalier de la Légion d’honneur[30].

## Publications

### Publications de biologie
L’ensemble des articles et ouvrages rédigés par Michel Van Praët en qualité d’enseignant-chercheur en biologie est disponible sur le site du Centre Alexandre Koyré-EHESS.

### Publications de muséologie
Les articles de Michel Van Praët portent principalement sur l’étude des expositions et le comportement des visiteurs, sur l’analyse de l’évolution des musées de sciences naturelles et de leurs expositions, ainsi que sur le statut des restes humains au sein des collections et leur exposition.

#### Ouvrages et contributions
- « Motivations behind evaluation and relations between the new professions in museums », Museum visitor studies in the 90s, Science Museum, London, 1993, p. 54-56  (ISBN 978-0901805614)
- « Le Muséum national d'histoire naturelle témoin de plus de trois siècles et demi d'évolution de la muséologie des sciences », La Science en scène, Presses de l'École normale supérieure, Paris, 1996, p. 217-230  (ISBN 2-7288-0205-X)
- Michel Van Praët et Jacqueline Eidelman, La muséologie des sciences et ses publics. Regards croisés sur la grande galerie de l'Évolution du Muséum national d'histoire naturelle, Paris, Presses universitaires de France, 2000, 352 p. (ISBN 978-2-13-050920-2)
- « Patrimoine naturel et culture scientifique, l’intangible au musée », in :Patrimoine et identité (sous la direction de Bernard Schiele), Multimondes, Québec, 2002, p. 65-76.
- Anne Jonchery et Michel Van Praët, « Sortir en famille au musée : optimiser les négociations à l’œuvre », in : La place des publics, de l’usage des études et recherches par les musées, La documentation française, Paris, 2008, p. 147-159  (ISBN 978-2110067937)
- « Le patrimoine scientifique de l’histoire naturelle en France, repérage de collections et de patrimoines », in :Patrimoine scientifique et technique. Un enjeu contemporain, La documentation française, 2010, p. 233-241.
- Pierre-Henri Duhée et Michel Van Praët, « La réflexion du CCNE s’ouvre à la biodiversité », La bioéthique pour quoi faire ?, Presses universitaires de France, Paris, 2013, p. 188-192  (ISBN 978-2-13-061906-2)
- Michel Van Praët (sous la coordination de Claude Blanckaert), « Saartjie Baartman, une restitution témoin d’un contexte muséal en évolution », La Vénus hottentote entre Barnum et Muséum, collection Archives, Muséum national d'histoire naturelle, Paris, 2013, p. 367-385  (ISBN 2856537014)
- Michel Van Praët (dir.), Hier pour demain : une mémoire de la culture scientifique technique et industrielle. : Premières « Rencontres Michel Crozon », Paris, L'Harmattan, coll. « Muséologies », 2014, 215 p. (ISBN 978-2-343-02316-8)
- Michel Van Praët (dir.), Hier pour demain : une mémoire de la culture scientifique technique et industrielle. : Deuxièmes « Rencontres Michel Crozon », Paris, L'Harmattan, coll. « Muséologies », 2014, 202 p. (ISBN 978-2-343-03075-3)

#### Articles
- « De la Galerie de Zoologie à la galerie de l'Évolution. Vers un musée du quatrième type », Actes des Xes Journées internationales d’éducation scientifique,‎ 1988, p. 395-399
- « Réflexions sur l’action culturelle et pédagogique dans le musée », Museological News, no 12,‎ 1989, p. 157-160
- « Diversité des centres de culture scientifique et spécificité des musées », Aster, no 9,‎ 1989, p. 3-15
- Michel Van Praët et Bruno Poucet, « Les musées, lieux de contre-éducation et de partenariat avec l’école », Education et Pédagogie, no 16,‎ 1992, p. 21-29
- (en) Michel Van Praët et Jacqueline Eidelman, « Elements of a methodology for Museum evaluation », Visitor Studies, no 4,‎ 1992, p. 131-147
- « Une rénovation muséographique à la convergence d’un lieu, de publics et d’idées scientifiques », La Lettre de l'OCIM, no 33,‎ 1994, p. 13-22
- « Les expositions scientifiques « miroirs épistémologiques » de l’évolution des idées en sciences de la vie », Bulletin d’Histoire et d’Epistémologie des Sciences de la Vie, vol. 1,‎ 1995, p. 52-69
- Michel Van Praët et Cécile Fromont, « Eléments pour une histoire des musées d’histoire naturelle en France », Musées et Recherche,‎ 1996, p. 55-70
- « Cultures scientifiques et musées d’histoire naturelle en France », Hermès La Revue, no 20,‎ 1997, p. 143-149 (lire en ligne)
- (en) « Aspects of Learning in the natural history museum. Or, are all visitors disabled in science », Art Bulletin of Nationalmuseum, no 5,‎ 1999, p. 131-136
- (en) « Heritage and Scientific Culture : the intangible in science museums », Museum international, nos 221-222,‎ 2004, p. 113-120
- « Multimédias dans le parcours d’exposition/parcours dans les multimédias d’expositions scientifiques », Cahiers des champs visuels, no 3,‎ janvier 2007, p. 79-111
- « Muséums et collections d'histoire naturelle : quelle place dans l’histoire des musées ? », Histoire de l'Art, no 62,‎ 2008, p. 11-18
- « Cultures scientifiques et musées d’histoire naturelle en France », Art et Sciences, Essentiels d’Hermès, 2012, p. 71-87.
- « L’éthique comme contrepartie aux ambiguïtés des pratiques paléontologiques ? », La lettre de l’OCIM, no 147, mai-juin 2013, p. 7-12 [lire en ligne].

### Publications destinées au grand public
- Guide de promenade du Jardin des plantes, Muséum national d'histoire naturelle, 1986 (rééditions augmentées en 1989 et 1995 ; édition anglaise en 1991).
- De la Galerie de Zoologie à la galerie de l'Évolution : le Muséum national d'histoire naturelle, Découvertes Gallimard, no 249, 1995, p. 112-117.
- « La Grande Galerie de l'Évolution au Jardin des plantes », Universalia 95,‎ 1995, p. 415-416
- La Grande Galerie de l'Évolution. L’album, Muséum national d'histoire naturelle, Paris, 2005, 96 pages (édition anglaise en 2005, édition chinoise en 2008).
- Magnifique et vulnérable Cachalot : de Jonas à Moby Dick, variations autour d’un cachalot, Coop Breizh, p. 7-11.